# Лукин, Николай Васильевич (писатель)
Николай Васильевич Лукин (1907—1966) — русский советский писатель, по первой профессии — горный инженер.

## Биография
Родился 2 июня 1907 года в городе Верном в семье офицера. Детство провёл в Сибири.
Окончил горное отделение Восточно-Сибирского политехникума, специализировался по эксплуатации золоторудных месторождений, а потом, будучи уже инженером-практиком, сдал экстерном экзамены за горный факультет. С 1926 по 1933 год был горнотехническим инспектором в Сибири, в Закавказье, инженером безопасности на донецких рудниках. Позже возглавил в Макеевке научно-исследовательскую лабораторию военизированных спасательных частей Донбасса, а в 1939 году стал руководителем горноспасательной службы страны.
В предвоенные годы получил несколько авторских свидетельств на изобретения, опубликовал несколько статей в научных журналах и книгу «Анализ рудничного газа» (1939; 2-е изд. — 1947).
Во время Великой Отечественной войны был на фронте, участвовал в боевых действиях по обороне Москвы. В 1945 году был тяжело ранен под Будапештом.
Скончался 20 марта 1966 года.

### Семья
Жена — писательница С. А. Могилевская.

## Литературное творчество
Художественной литературой вплотную занялся после возвращения с фронта. В 1947 году в журналах «Знамя» и «Смена» появились его рассказы «Рудник Кызылдаг» и «Обвал», тема которых связана с горной специальностью Лукина. Годом позже была напечатана его повесть «Первый подземный» — о подвигах шахтёрского партизанского отряда в дни Великой Отечественной войны.
В 1951 году опубликовал свой единственный научно-фантастический роман «Судьба открытия», который является характерным образцом фантастики «ближнего прицела». Процесс открытия искусственного фотосинтеза для получения сахара и хлеба описывается в книге в реалистическом ключе и продолжается на многие десятилетия, захватив не одно поколение советских учёных. Роман был переведён на эстонский, польский, чешский, словацкий, китайский языки. В 1958 году появилось переработанное новое издание — фактически второй вариант романа.
В 1958 году в журнале «Знамя» была напечатан ещё один рассказ Лукина «О людях и звёздах».
До последних дней жизни Лукин работал над вторым своим научно-фантастическим романом «Океаны, которые впереди», но так и не успел его закончить. Действие этого романа, по замыслу автора, по времени должно было охватить целое столетие и разворачиваться на всех материках Земли и в мировом океане. Основная идея книги та же, что и в «Судьбе открытия»: нашей планете не угрожают ни перенаселение, ни голод — природные ресурсы, при их разумном использовании, так велики, что их хватит на много столетий.

## Публикации

### Книги
- Лукин Н. Анализ рудничного воздуха. — 1939.
- Лукин Н. В. Анализ рудничного воздуха: руководство для лаборантов. — 2-е изд. — М.: Углетехиздат, 1947. — 208 с. — 3000 экз.
- Лукин Н. Первый подземный: повесть. — Детгиз. — М., 1948. — 64 с. — 30 000 экз.
- Лукин Н. Судьба открытия: Роман / Рис. Н. Кочергина. — М.—Л.: Детгиз, 1951. — 575 с. — (Б-ка науч. фантаст.). — 30 000 экз.
- Лукин Н. [publ.lib.ru/ARCHIVES/L/LUKIN_Nikolay_Vasil'evich/_Lukin_N.V..html#01 Судьба открытия: Роман] / Рис. П. Алякринского. — Детгиз, 1958. — 536 с. — (Библиотека приключений и научной фантастики). — 75 000 экз.
- Лукин Н. Судьба открытия: Роман / Рис. П. Алякринского. — Учпедгиз УзССР, 1959. — 536 с. — 100 000 экз.
- Лукин Н. Судьба открытия: Роман / Рис. П. Алякринского. — М.: Детгиз, 1968. — 536 с. — (Библиотека приключений и научной фантастики). — 75 000 экз.

### Публикации в периодике
- Лукин Н. Рудник Кызылдаг: рассказ // Смена. — 1947. — № 471.
- Лукин Н. Обвал: рассказ // Знамя. — 1947. — № 9.
- Лукин Н. О людях и звёздах: рассказ // Знамя. — 1958. — № 11.